# РЕВЮ IV.88-V.89
РЕВЮ IV.88-V.89 е албум на Ревю издаден през 1995 г.

## Песни
1. Ала бала (Б. Карабойчев, К.Манчев, В. Гюров)
2. Чичо (В. Гюров)
3. Цветя от края на 80-те (В. Гюров)
4. Послание (В. Гюров, Б. Карабойчев, соло)
5. Без адрес (В. Гюров, К. Манчев)
6. Директор на водопад (К. Манчев, В. Гюров)
7. Шарената сянка (Б. Карабойчев, В. Гюров)
8. Мераци (В. Гюров)
9. Мечето Ръкспин (Б. Карабойчев, К.Манчев, В. Гюров)
10. Ралица (Б. Карабойчев, К.Манчев, В. Гюров)